# C. Elmer Anderson
Clyde Elmer Anderson, född 16 mars 1912 i Brainerd, Minnesota, död 22 januari 1998 i Brainerd, Minnesota, var en amerikansk republikansk politiker. Han var Minnesotas viceguvernör 1939–1943 och 1945–1951. Därefter var han Minnesotas guvernör 1951–1955.
Andersons föräldrar Fred och Anna var invandrare från Finland. Hans föräldrar var svenskspråkiga österbottningar och kom båda från Lappfors by i Esse, Österbotten.  C. Elmer Anderson avbröt sina studier vid University of Minnesota och tog anställning vid News Service, Inc., ett företag som han några år senare köpte.
Anderson efterträdde 1939 Gottfrid Lindsten som Minnesotas viceguvernör och efterträddes 1943 av Edward John Thye. Två år senare tillträdde Anderson på nytt som viceguvernör. Guvernör Luther Youngdahl avgick 1951 och efterträddes av Anderson. Han efterträddes sedan 1955 som guvernör av Orville Freeman.
Anderson var borgmästare i Nisswa, Minnesota 1960-1962 och i Brainerd 1976–1986.